# Amgun
Amgun (russisk: Амгу́нь, tr. Amgun; evenkisk: Амӈун; giljakisk: Ӽ ыӈгр) er en flod i Khabarovsk kraj i Rusland. Den er en biflod fra venstre til Amur og er 723 km lang med et afvandingsareal på 55.500 km². Den har en middelvandføring på 500 m³/s.
Amgun begynder ved sammenløbet mellem floderne Suluk og Ajakit i Bureinskijbjergene, løber herfra i nordøstlig retning og munder ud i Amur omkring 146 km før denne munder ud i Okhotske Hav. I Amguns afvandingsområde ligger over 2.500 søer, med et samlet areal på 647 km². Floden løber gennem et område med taiga og permafrost. Den største biflod er Nimelen.
Amgun er sejlbar fra Amur og 330 km op ad floden. Jernbanen Bajkal-Amur Magistral (BAM) følger den over en strækning på 180 km. Amgun er rig på fisk, blandt andet stør og laks og er et af de vigtigste yngleområder for den sjældne amurskallesluger (Mergus squamatus).